# Ayşe Çağırır
Ayşe Çağırır (* 1. Oktober 1995 in Elbistan, Kahramanmaraş) ist eine türkische Boxerin. Sie wurde 2022 Weltmeisterin im Minimumgewicht.

## Karriere
Ayşe Çağırır trainiert im Fenerbahçe SK, gewann eine Bronzemedaille im Halbfliegengewicht bei der Europameisterschaft 2014 in Bukarest und die Goldmedaille im Minimumgewicht bei der Weltmeisterschaft 2022 in Istanbul.

### Erfolge
- Mittelmeerspiele 2022 in Oran: Silbermedaille
- Weltmeisterschaften 2022 in Istanbul: Goldmedaille
- Europameisterschaften 2019 in Alcobendas: Viertelfinale
- Weltmeisterschaften 2018 in Neu-Delhi: Viertelfinale
- Europameisterschaften 2018 in Sofia: Viertelfinale
- EU-Meisterschaften 2017 in Roccaporena: Achtelfinale
- Weltmeisterschaften 2014 in Jeju-si: Achtelfinale
- Europameisterschaften 2014 in Bukarest: Bronzemedaille
- Jugend-Weltmeisterschaften 2013 in Albena: Viertelfinale
- Jugend-Europameisterschaften 2012 in Władysławowo: Viertelfinale